# Provinz Tarent
Die Provinz Tarent (italienisch Provincia di Taranto) ist eine italienische Provinz der Region Apulien. Hauptstadt ist Tarent. Historisch gehört die Provinz Tarent zum griechischen Kolonisationsraum Magna Graecia.
Sie hat 553.501 Einwohner (Stand 31. Dezember 2023) in 29 Gemeinden auf einer Fläche von 2436 km². Im nördlichen Teil der Provinz wird Tarandíne, ein Dialekt der Italienischen Sprache gesprochen.
Die Einwohner der Provinz sind hauptsächlich in der Landwirtschaft, Fischerei, Muschelzucht (zirka 30.000 t jährlich) und Industrie (Chemie, Lebensmittel, Textil, Holz, Glas, Keramik) beschäftigt. 

## Größte Gemeinden
(Einwohnerzahlen Stand 31. Dezember 2023)
| Gemeinde                    | Einwohner |
| --------------------------- | --------- |
| Tarent                      | 187.025   |
| Martina Franca              | 46.849    |
| Massafra                    | 31.966    |
| Grottaglie                  | 30.472    |
| Manduria                    | 29.810    |
| Ginosa                      | 21.818    |
| Castellaneta                | 16.073    |
| Palagiano                   | 15.724    |
| Sava                        | 15.262    |
| Mottola                     | 15.228    |
| Laterza                     | 14.761    |
| San Giorgio Ionico          | 14.062    |
| Statte                      | 12.787    |
| Crispiano                   | 13.031    |
| Pulsano                     | 11.202    |
| Lizzano                     | 9528      |
| San Marzano di San Giuseppe | 8874      |

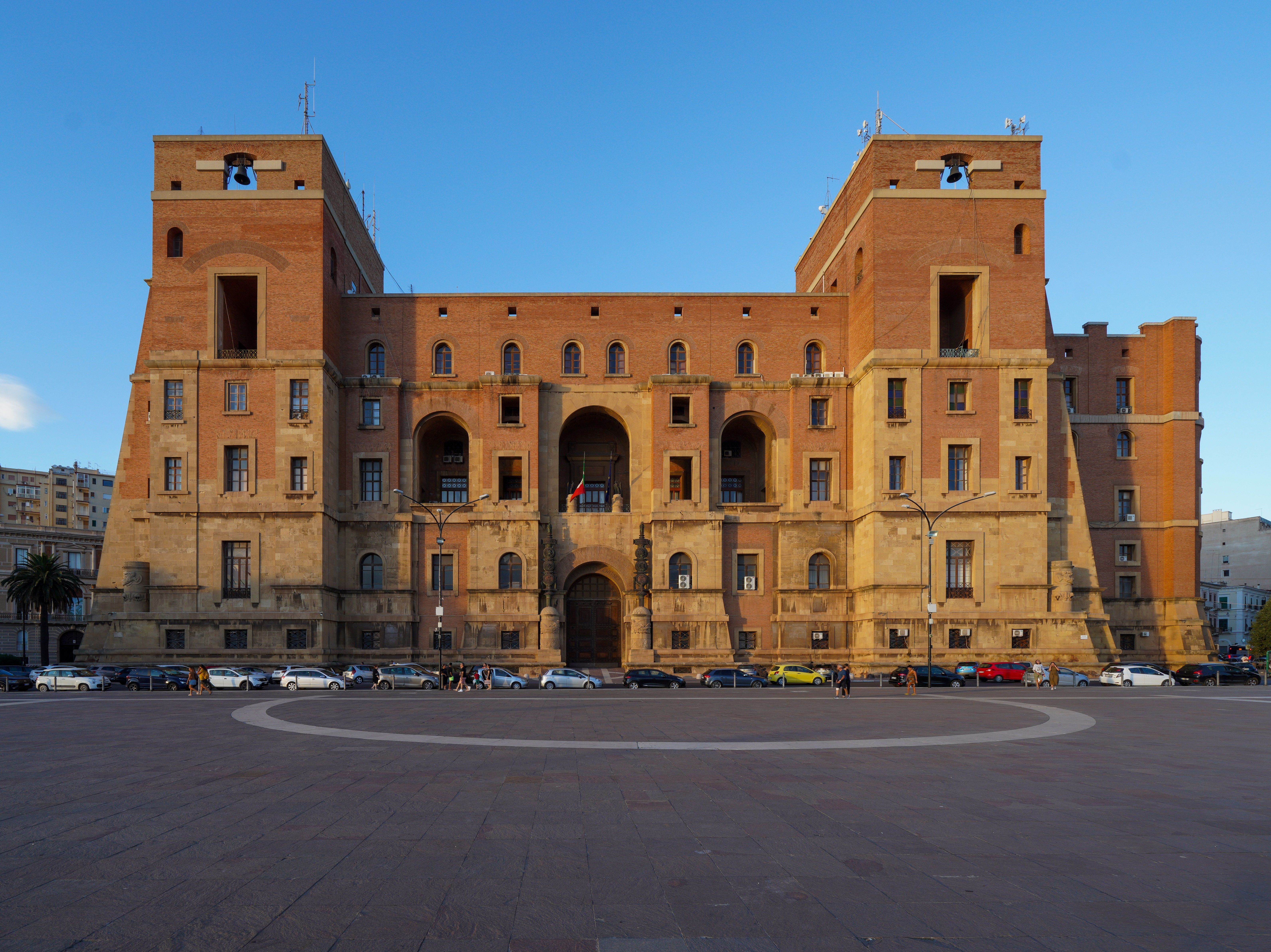
Palazzo del Governo di Taranto

Die Liste der Gemeinden in Apulien beinhaltet alle Gemeinden der Provinz mit Einwohnerzahlen.

## Sehenswürdigkeiten
Hier erinnern alte Zeugnisse an die einstige hellenische Kultur, die man im Archäologischen Nationalmuseum Tarent bewundern kann.
Von besonderem historischen und künstlerischem Interesse sind die Orte:
- Grottaglie, die Töpferstadt,
- Martina Franca mit seinen Barockbauten und die Aussicht auf das Itriatal,
- das messapische Manduria,
- Massafra mit seiner gleichnamigen Schlucht,
- Castellaneta (Geburtsstadt von Rudolph Valentino) und Ginosa am Ionischen Meer mit seinen Pinienhainen und ausgedehnten Sandflächen.

## Ereignisse
- Karwoche in Tarent

## Fotos

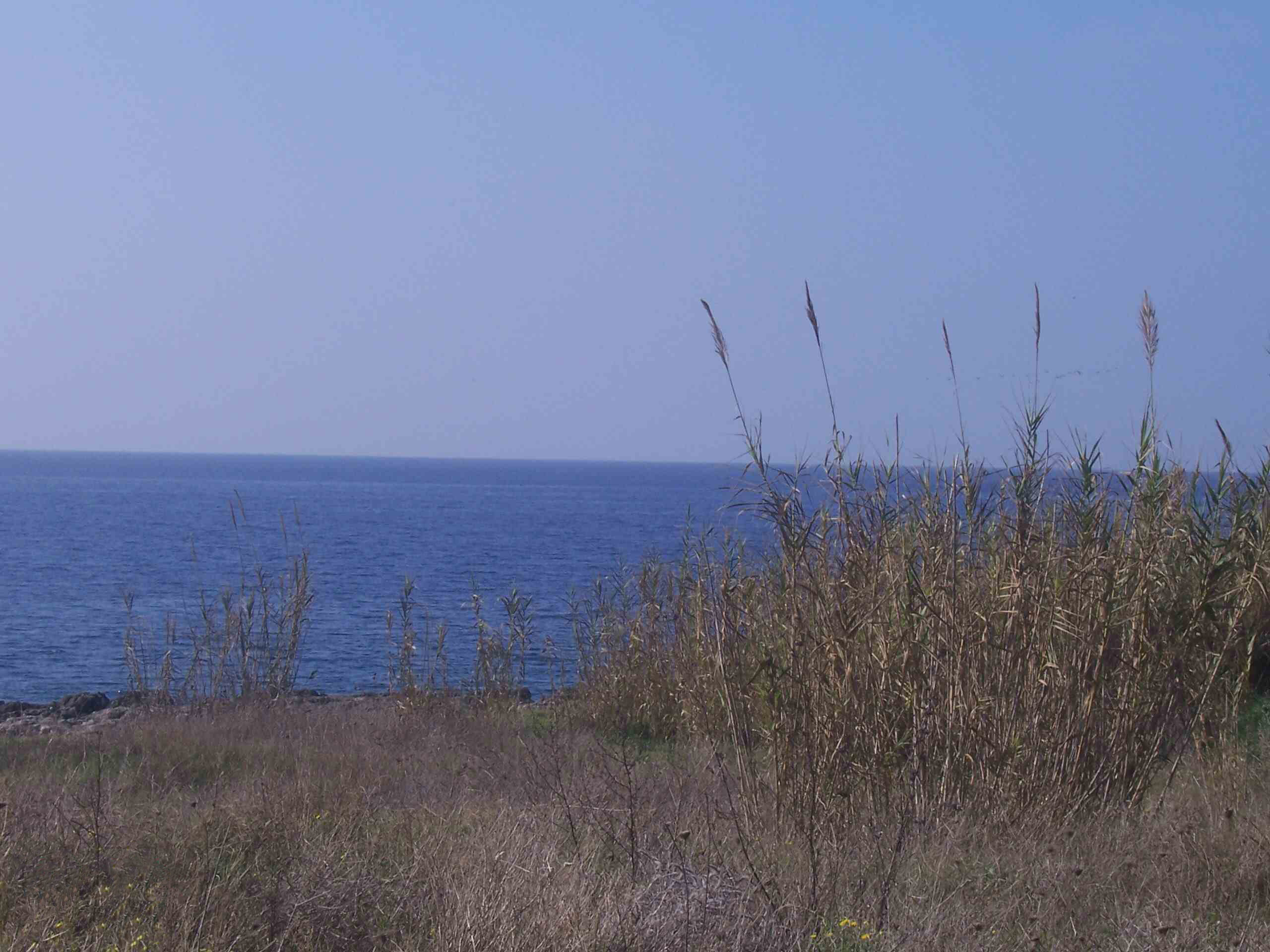
Marina di Pulsano
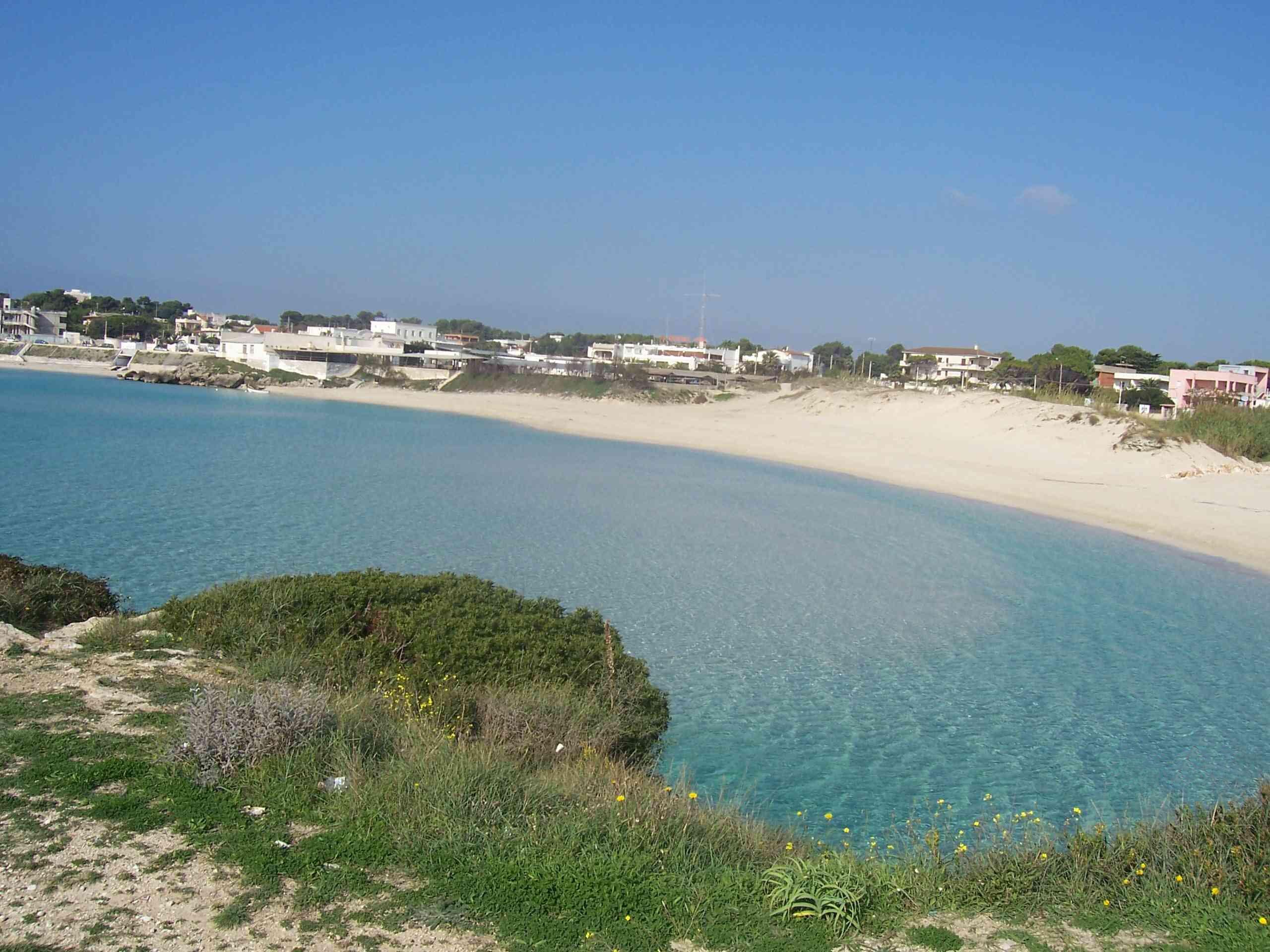
Montedarena
Marina di Lizzano (Apulien)
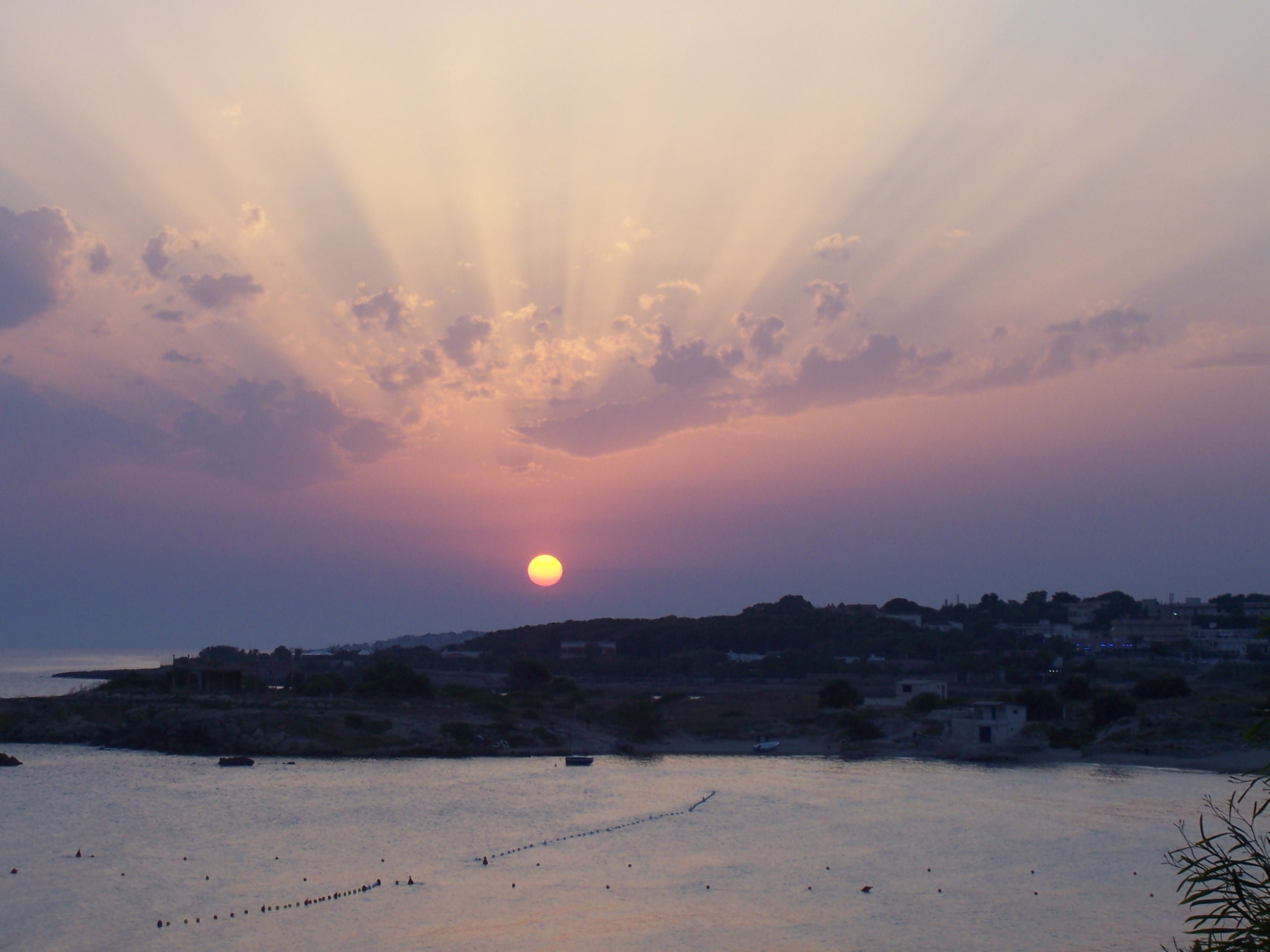
Sonnenuntergang im Golf von Tarent bei Montedarena
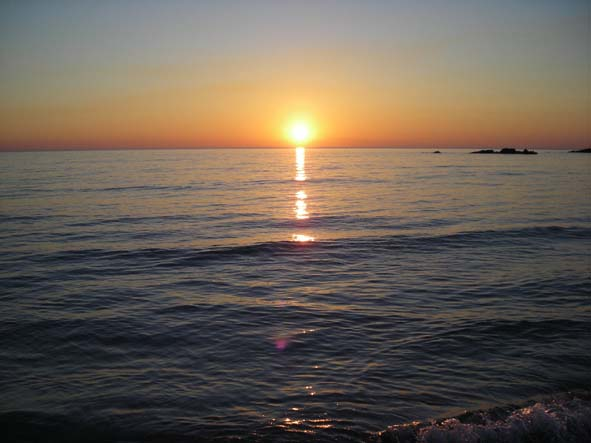
Marina di Pulsano Sonnenuntergang bei Lido Silvana